# Renzō Sawada
 (janvier 2016).
Si vous disposez d'ouvrages ou d'articles de référence ou si vous connaissez des sites web de qualité traitant du thème abordé ici, merci de compléter l'article en donnant les références utiles à sa vérifiabilité et en les liant à la section « Notes et références ».
Pour les articles homonymes, voir Sawada.
Renzō Sawada (沢田 廉三, Sawada Renzō), né le 17 octobre 1888 et mort le 8 décembre 1970, est un diplomate et homme politique japonais du XXe siècle, ayant apparemment[Quoi ?] renseigné la France libre lors de l'occupation de ses fonctions en tant qu'ambassadeur du Japon auprès de l'État français (Vichy).
Renzō Sawada fut aussi représentant du Japon auprès des Nations unies après la Seconde Guerre mondiale, et l'époux de Miki Sawada.